# Festival de jazz d'Orange
 (juillet 2024).
Si vous disposez d'ouvrages ou d'articles de référence ou si vous connaissez des sites web de qualité traitant du thème abordé ici, merci de compléter l'article en donnant les références utiles à sa vérifiabilité et en les liant à la section « Notes et références ».
"Jazz Orange Festival", le festival de jazz d'Orange —à l'origine intitulé "Orange se met au jazz"— est un évènement culturel gratuit créée en 1995 par le service culturel de la ville d'Orange, qui se tient généralement la dernière semaine du mois de juin « pour célébrer l'arrivée de l'été ».

## Historique
En 1995, la première édition est organisée à la demande de Gilbert Lagier, adjoint à la culture de la ville, sous la direction artistique d'Aline Nowak, ancienne coproductrice du festival Jazz Valley en région parisienne. Les concerts se tiennent alors chaque soir dans un lieu différent de la ville.
Depuis 2006 les concerts sont donnés en plein air, sur la place Georges Clemenceau d'une capacité de 600 spectateurs. Sur quatre soirées, les scènes du festival présentent des artistes de jazz dans un programme éclectique (allant du blues au gospel). 
Depuis 2022 la scène "apéro-jazz" propose un concert chaque soir dès 19h30, généralement sur la place de la République, avant le grand concert de 21h30 sur la place Clémenceau. 

## Programmation
Artistes principaux :

### Années 2020
- 2024 : The Yellbows, Quintet Awek, Jean-Jacques Milteau, Angie Wells
- 2023 : André Manoukian, Stéphane Belmondo
- 2022 : Latcho Drom (groupe) avec Claude Tissandier

### Années 2010
- 2018 : Andrea Motis, Ceux qui marchent debout
- 2017 : Raphaël Lemonnier
- 2016 : Jerry Léonide, Boney Fields
- 2015 : Greg Szlapczynski, Les Invendables
- 2014 : Stéphane Belmondo, Christian Morin, Andrea Motis
- 2013 : Viktor Lazlo, Tânia Maria
- 2012 : Sinne Eeg, Lisa Simone, Liz McComb
- 2011 : China Moses, Curtis Stigers
- 2010 : Guy Marchand, Captain Mercier

### Années 2000
- 2009 : Anne Ducros, Daniel Huck
- 2008 : China Moses, Robin McKelle, Jean-Jacques Milteau
- 2007 : Nicole Croisille
- 2005 : Sarah Morrow, Les Haricots Rouges
- 2004 : Jean-Loup Longnon
- 2003 : Marc Berthoumieux, Christian Morin

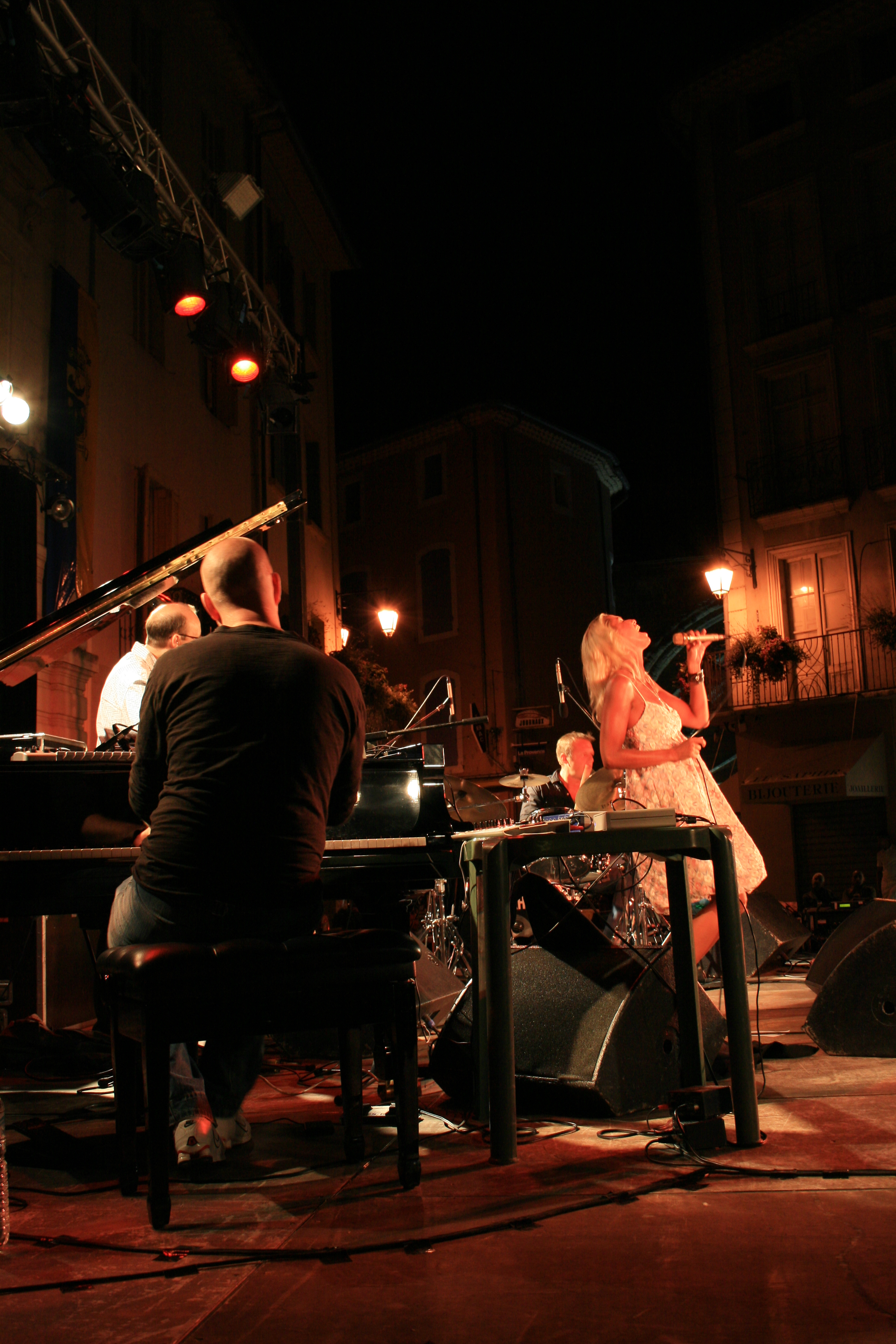
Viktoria Tolstoy en 2007.
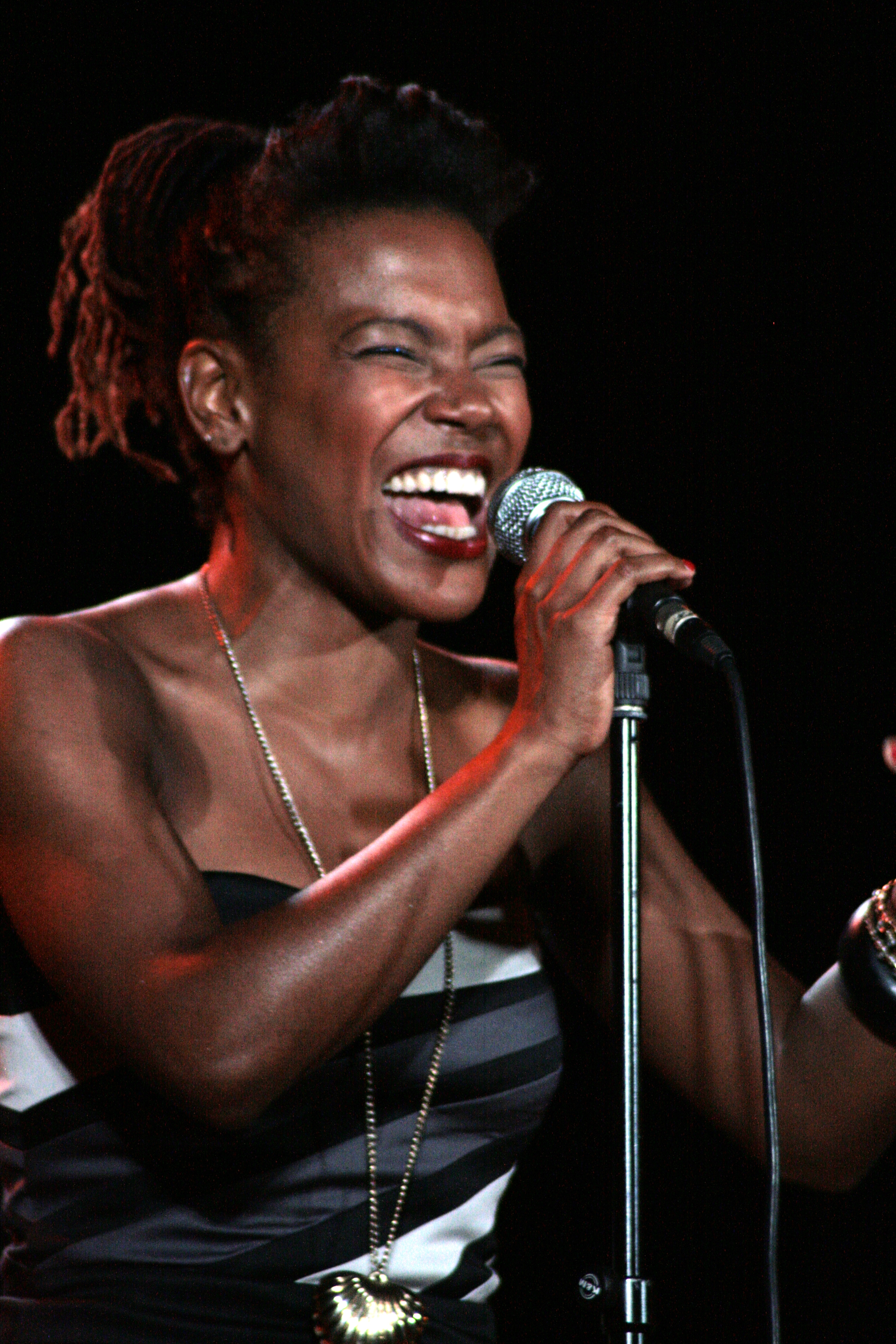
China Moses en 2008.